# Albert Medved
Albert Medved ali Albert I. Brandenburški, mejni grof v Brandenburgu, * okrog 1100, najbrž Bernburg ob Saali, † 18. november 1170.
Bil je sin askanijskega grofa Otona Ballenstedtskega (†1123) in tudi vnuk zadnjega saškega vojvode iz rodu Billungerjev, Magnusa (†1106). 
Leta 1124 si je pridobil mejno grofijo Spodnjo Lužico, ki pa jo je zaradi nenaklonjenosti nemškega kralja leta 1131 spet izgubil. Leta 1134 se je udeležil pohoda cesarja Lotarja III. Supplinburškega v Rim, se pri tem izkazal kot lojalen podanik in dobil v fevd Severno marko. Albert je že pred tem navezal stike s pokristjanjenim slovanskim knezom Pribislavom-Henrikom (drugo ime je dobil s krstom, †1150), ki je Alberta imenoval za svojega dediča v Havellandu z Brandenburgom. Kot mejni grof je potem svojo oblast še razširil. S priseljevanjem kmetov iz spodnjega Porenja, Frizije in Saške je spremenil deželo v nemško mejno marko Brandenburg. S pomočjo premonstratencev (katoliškega reda magdeburškega nadškofa sv. Norberta iz Xantena) je širil krščanstvo in obnovil škofiji Havelberg in Brandenburg, ki sta od vstaje Slovanov leta 983 obstajali le še nazivno.
Čeprav je bil zvest privrženec staufovskih kraljev, z vojsko proti nasprotnemu mu saškemu plemstvu ni mogel uveljaviti svoje dedne pravice do vojvodine Saške (ki jo je imel od leta 1138, ko je umrl njegov welfski bratranec Henrik X. Ponosni). Leta 1142 je bil za saškega vojvodo imenovan Henrik Lev, ki pa je vladal zelo brezobzirno, tako da so se mu začeli saški knezi upirati.
Leta 1163 je Albert Medved združil saške kneze v zvezo proti agresivni politiki Henrika Leva. V letih 1166-67 so zavzeli nekaj gradov, druge razdejali, pustošili mesta, dokler ni cesar Friderik I. Barbarossa priskočil Henriku na pomoč in vzpostavil mir.
Alberta Medveda je leta 1170 v mejni grofiji Brandenburg nasledil njegov najstarejši sin Oton I. Brandenburški (†1184). Njegov najmlajši sin Bernhard (†1212) je, 10 let po očetovi smrti in po odstavitvi Henrika Leva s položaja ter po razkosanju vojvodine, postal saški vojvoda na delu njenega nekdanjega ozemlja.